# ジグ☆ザグ丼
『ジグ☆ザグ丼』（じぐざぐどん）は、石田拓実による日本の漫画作品。
『Cookie』（集英社）2002年9月号から2004年12月号まで連載されていた。単行本全6巻。

## あらすじ
3年間付き合ってきた彼氏に振られ、傷心モードだった市菜は、同じく失恋した友人の関谷と、流れで一夜を共にしてしまう。
関谷との仲はギクシャクし始め、母親とも上手く行かず、その上、同級生の温井が自宅に居候することになり、市菜の日常が変わり始める。
高校生たちのギザギザな青春模様に、市菜の出生の事情も関わってきて……。

## 登場人物
倉田 市菜（くらた いちな）
高校2年生。母子家庭で育ち、父親を知らない。幼い頃、父親のことを聞いた時の母・陽子の態度に嫌悪感を覚え、以来嫌っている。
陽子はスナックのママをしており、家事全般を市菜が請け負っているため、料理が上手。スナックでも市菜の料理は好評。
温井 秀太郎（ぬくい ひでたろう）
市菜と同じ高校の生徒。陽子のスナックでアルバイトをしている。
なぜかいつもつうの刃傷沙汰の現場にいつも居合わせ、また、同級生を風俗に売っているという噂がある。
関谷 昌由（せきや まさよし）
市菜のクラスメイト。恋愛相談もできるいい友達だったが、関係を持ってしまってからはギクシャクしていく。
倉田 陽子（くらた ようこ）
市菜の母親。36歳。小さなスナックのママ。シングルマザー。市菜に父親のことを一切教えない。市菜が幼い頃父親について聞くと、数十枚の写真を見せ「この中の誰か」と言った。市菜からは嫌われている。
下寺 つう（しもでら つう）
市菜の高校の3年生。温井父と後妻の間の子。秀太郎とは義姉弟 (?)。
誰とでも寝る。1年で、別々の5人の男から刺されそうになった。前作『汚れてる暇なんかない』では、「伝説のヤリマン」として登場。
温井父
秀太郎の父親。スナックの出資者。
下寺 トヨ（しもでら とよ）
つうの母親。温井父の後妻（おそらく3番目）。
温井 浩市（ぬくい こういち）
市菜の父親。

## 書誌情報
- 石田拓実 『ジグ☆ザグ丼』 集英社 〈りぼんマスコットコミックスCookie〉、全6巻
  1. 2003年2月14日発売[1]、ISBN 4-08-856443-X
  2. 2003年7月15日発売[2]、ISBN 4-08-856480-4
  3. 2004年1月15日発売[3]、ISBN 4-08-856520-7
  4. 2004年6月15日発売[4]、ISBN 4-08-856546-0
  5. 2005年1月14日発売[5]、ISBN 4-08-856584-3
    - 東京アン

  6. 2005年5月13日発売[6]、ISBN 4-08-856614-9
    - 金属少女